# Lovelife (альбом)
Lovelife — третий и финальный студийный альбом британской инди-рок группы Lush из Лондона. Он был выпущен 5 марта 1996 года на лейбле 4AD Records.
На Lovelife группа отошла от своего предыдущего стиля дрим-поп и шугейз и приняла более ориентированный на брит-поп звук. Альбом был выпущен Питом Бартлетт и группой в Protocol Studios в Лондоне и звукоинженером Джайлс Холл. Три песни были выпущены в качестве синглов: «Single Girl», «Ladykillers» и «500 (Shake Baby Shake)», все из которых достигли умеренного успеха в британском таблице синглов, достигнув топ-30 лучших позиций. Альбом Lovelife достиг восьмой позиции в чарте альбомов Великобритании UK Albums Chart.
В 2017 году Pitchfork поместил Lovelife на 19-е место в списке «50 лучших альбомов Брит-попа».

## Отзывы
| Оценки критиков      | Оценки критиков |
| Источник             | Оценка          |
| -------------------- | --------------- |
| AllMusic             | [ 1 ]           |
| Chicago Tribune      | [ 3 ]           |
| Entertainment Weekly | B+              |
| The Guardian         | [ 5 ]           |
| Los Angeles Times    | [ 6 ]           |
| NME                  | 7/10            |
| Pitchfork            | 5.8/10          |
| Q                    | [ 9 ]           |
| Select               | 3/5             |
| Vox                  | 5/10            |
| Entertainment Weekly | B+              |

Альбом получил положительные отзывы от музыкальных критиков. Критик AllMusic Стивен Томас Эрлевайн оценил альбом на 4,5 из 5 и отметил, что «Lovelife представляет собой серьёзный сдвиг в стиле Lush. Почти отказавшись от трансовых мелодий и гулких гитар, которые были её визитной карточкой, группа создала альбом, полный острых хуков и мелодий, который во многом обязан бритпоп-мании 1995 года. Из круговой мелодии открывающей альбом „Ladykillers“ становится ясно, что на Lush повлиял прямой, рваный поп Elastica, но группа также обратилась к поп-музыке 60-х годов. Все баллады на „Lovelife“ уходят корнями в туманный дрим-поп начала 90-х, но они получили стильные, модные аранжировки с приглушёнными духовыми. Ещё более поразительным является пастиш Нэнси Синатры и Ли Хэзлвуда в „Ciao!“, неотразимый дуэт Мики Берени и Джарвиса Кокера из Pulp. Lovelife был бы просто неловкой попыткой казаться модным, если бы группе не удалось обновить своё звучание. Однако Lush удалось воссоздать себя как поп-группу, и в результате получился её самый непосредственный — и, возможно, самый стоящий — альбом».
В 2017 году Pitchfork поместил Lovelife на 19-е место в списке «50 лучших альбомов Брит-попа» (The 50 Best Britpop Albums).

## Список композиций
| №   | Название                              | Автор(ы)      | Длительность |
| --- | ------------------------------------- | ------------- | ------------ |
| 1.  | «Ladykillers»                         | Miki Berenyi  | 3:13         |
| 2.  | «Heavenly Nobodies»                   | Berenyi       | 2:59         |
| 3.  | «500 (Shake Baby Shake)»              | Emma Anderson | 3:30         |
| 4.  | «I've Been Here Before»               | Anderson      | 4:36         |
| 5.  | «Papasan»                             | Berenyi       | 2:36         |
| 6.  | «Single Girl»                         | Anderson      | 2:35         |
| 7.  | «Ciao!» (при участии Джарвиса Кокера) | Berenyi       | 3:31         |
| 8.  | «Tralala»                             | Anderson      | 5:35         |
| 9.  | «Last Night»                          | Anderson      | 5:24         |
| 10. | «Runaway»                             | Berenyi       | 3:36         |
| 11. | «The Childcatcher»                    | Berenyi       | 3:17         |
| 12. | «Olympia»                             | Anderson      | 5:04         |

## Чарты
| Чарт (1996)                                | Высшая позиция |
| ------------------------------------------ | -------------- |
| Австралия (ARIA)                           | 100            |
| Шотландия (Scottish Albums Chart)          | 27             |
| Швеция (Sverigetopplistan)                 | 41             |
| Великобритания (UK Albums Chart)           | 8              |
| Великобритания UK Independent Albums (OCC) | 2              |
| США (Billboard 200)                        | 189            |
| США Heatseekers Albums (Billboard)         | 11             |